# Fulham Broadway (stanice metra v Londýně)
Fulham Broadway je stanice metra v Londýně, otevřená 1. března 1880 jako Walham Green. 2. března 1952 bylo jméno změněno na současné. Roku 2003 byl zavřen vchod a postaven byl nový s obchodním centrem. Stanice si zahrála ve filmu Sliding Dogs. Její jméno také zaznělo v písně Iana Duryho What a Waste. Autobusové spojení zajišťují linky: 11, 14, 28, 211, 295, 391, 414, 424 a noční linky N11 a N28. Stanice se nachází v přepravní zóně 2 a leží na lince:
- District Line mezi stanicemi Parsons Green a West Brompton.

| Rok  | Počet cestujících |
| ---- | ----------------- |
| 2011 | 9,56 mil          |
| 2012 | 9,50 mil          |
| 2013 | 9,94 mil          |
| 2014 | 10,77 mil         |